# 尼亞昆代國家公園

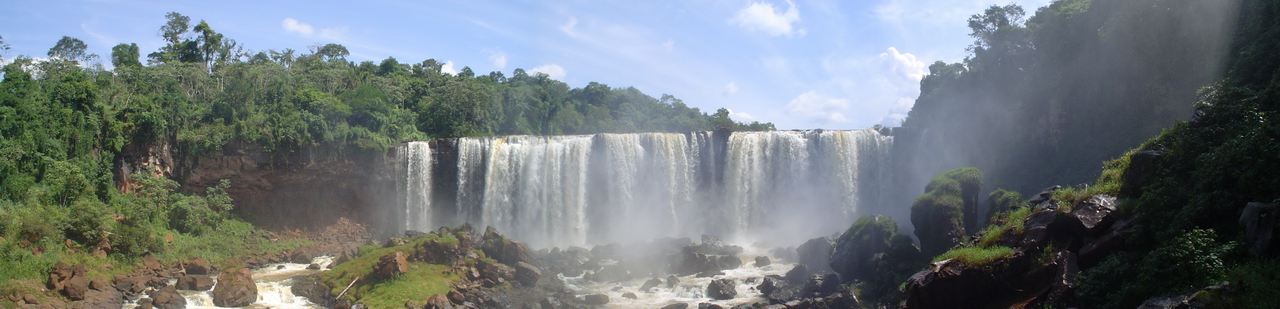

26°02′55″S 54°40′15″W / 26.04861°S 54.67083°W
尼亞昆代國家公園（西班牙語：Parque nacional Ñacunday），是巴拉圭的國家公園，位於該國東部上巴拉那省，處於尼亞昆代，面積20平方公里，每年平均降雨量1,500至1,700毫米，受亞熱帶氣候影響。